# 라이즈 오브 킹덤즈
《라이즈 오브 킹덤즈》(영어: Rise of Kingdoms)는 중국 상하이시에 위치한 게임 개발사인 Lilith games에서 2019년 9월 3일에 제작 및 출시한 실시간 전략 게임이다.